# Kurt Krumpholz
Kurt Krumpholz ist ein ehemaliger Schwimmer aus den Vereinigten Staaten. Bei Weltmeisterschaften gewann er einmal Gold und einmal Silber.

## Sportliche Karriere
Krumpholz verbesserte bei den US-Trials im August 1972 den Weltrekord über 400 Meter Freistil um anderthalb Sekunden auf 4:00,11 Minuten. Allerdings gelang ihm diese Verbesserung im Vorlauf, im Endlauf erschwammen Rick DeMont und Steven Genter die Olympiatickets.
Bei den ersten Schwimmweltmeisterschaften, die 1973 in Belgrad ausgetragen wurden, gelang der Mannschaft aus den Vereinigten Staaten ein Doppelsieg über 200 Meter Freistil. Hinter James Montgomery erschwamm Kurt Krumpholz die Silbermedaille vor Roger Pyttel aus der DDR. Die 4-mal-200-Meter-Freistilstaffel mit Kurt Krumpholz, Robin Backhaus, Richard Klatt und James Montgomery verbesserte den Weltrekord um zweieinhalb Sekunden auf 7:33,22 Minuten und siegte mit zehn Sekunden Vorsprung. Krumpholz schwamm auch im Vorlauf der 4-mal-100-Meter-Freistilstaffel, aber in den 1970er Jahren erhielten nur die Teilnehmer am Staffelfinale Medaillen.
Neben seiner Schwimmerlaufbahn war Krumpholz auch als Wasserballspieler aktiv und gewann mit der Mannschaft der UCLA Bruins 1971 und 1972 den Meistertitel der National Collegiate Athletic Association. Kurts Sohn James Krumpholz nahm als Wasserballspieler an Olympischen Spielen teil und gewann 2008 die olympische Silbermedaille.